# Acrotomia macularia
Acrotomia macularia là một loài bướm đêm trong họ Geometridae.